# Edoson Silva Martins
Edoson Silva Martins (sinh ngày 16 tháng 3 năm 1974) là một cầu thủ bóng đá người Brasil.

## Sự nghiệp câu lạc bộ
Edoson Silva Martins đã từng chơi cho Kashima Antlers.

## Thống kê câu lạc bộ

### J.League
| Đội             | Năm       | J.League | J.League | J.League Cup | J.League Cup | Tổng cộng | Tổng cộng |
| Đội             | Năm       | Trận     | Bàn      | Trận         | Bàn          | Trận      | Bàn       |
| --------------- | --------- | -------- | -------- | ------------ | ------------ | --------- | --------- |
| Kashima Antlers | 1994      | 19       | 0        | 0            | 0            | 19        | 0         |
| Tổng cộng       | Tổng cộng | 19       | 0        | 0            | 0            | 19        | 0         |